# 위험한 향기
"위험한 향기"는 1988년에 개봉한 대한민국의 영화이다.

## 캐스팅
- 강석우 : 석우 역
- 이혜영 : 혜리 역
- 박순애 : 경아 역
- 최불암 : 장인 역
- 이경희 : 장모 역
- 송기윤 : 허빈 역
- 견미리 : 지숙 역
- 임주애 : 미쓰리 역
- 강효정 : 은하 역